# Distrito Sudeste
El distrito Sudeste es uno de los distritos de Botsuana, teniendo por capital a la ciudad de Gaborone.

## Territorio y población
Este distrito tiene una población de unos 276 319 habitantes (cifras del censo del año 2001). Su extensión de territorio abarca una superficie de 1.780 km². La densidad poblacional es de 155,24 habitantes por kilómetro cuadrado.
- Datos: Q57695
- Multimedia: South-East District (Botswana) / Q57695